# ESCO
Європейські навички, компетенції, кваліфікації та професії (ESCO) (англ. European Skills, Competences, Qualifications and Occupations) — багатомовний класифікатор, що визначає та класифікує навички, компетенції, кваліфікації та професії, актуальні для ринку праці та освіти в Європейському Союзі. ESCO розробляється Європейською Комісією з 2010 року.
ESCO 1.2 містить близько 3000 професій, класифікованих відповідно до Міжнародної стандартної класифікації професій ISCO-08 (версії 2008 року). Класифікатор виданий 24 офіційними мовами Європейського Союзу, а також норвезькою, ісландською, арабською та українською.
Версія з українським перекладом, створеним за підтримки Європейського фонду освіти, вперше вийшла в червні 2022 року.